# Rendőrtábornokok Egyesülete
A Rendőrtábornokok Egyesülete (R.E.T.) egy országos működési körű, önkéntesen létrehozott, önkormányzati elven működő jogi személy, mely politikai tevékenységet nem folytat, pártoktól független. Az egyesület tagja lehet az a természetes személy, aki a rendvédelmi szervek tagja vagy tagja volt, és tábornoki rendfokozatba vagy főkapitányi, illetve azzal azonos szintű (tábornoki) beosztásba neveztek ki, továbbá ha az egyesület elnöksége a jelentkezését elfogadja.

## Megalapítása
Az összetartozás, az összefogás, a tapasztalatok hasznosítása jegyében az előkészítő, alakuló ülés 2002. március 5-én valósult meg 11 fő tábornok részvételével, a bejegyzés előtti alakuló ülés pedig 2003. október 31-én jött létre. Ez a létesítő okirat kelte is és a Fővárosi Bíróság ezzel a hatállyal jegyezte be 2003. december 18-án. A taglétszám az évek folyamán ötven fő felettire nőtt.

## Célja
A szakmaiság, a szolidaritás és a lojalitás alapelvét követve, hogy segítse tagjait a szakmai, erkölcsi és egzisztenciális kihívások megoldásában.
Egy fórum létrehozása, ahol a tagok időnként összejönnek, beszélgetnek, meghallgatják egymás problémáit, sikereit, segítik azt, akinek arra szüksége van és jól érzik magukat a kulturális, családi programokon, a kerek évfordulósok köszöntésén és a kötetlen beszélgetéseken. Megállapodtak, hogy függetlenül attól, ki kinek volt a főnöke, az egyesületben mindenki egyenrangú tag.

## Feladata
Az Egyesület a tevékenysége során együttműködik a Belügyminisztérium és a Rendőrség szerveivel, a Rendőrség Főkapitányi Klubjával.
A rendészeti tevékenység iránti lojalitás alapján részt vesz előkészítői, szakértői, tanácsadói és oktatói tevékenység szervezésében, támogatásában, előmozdításában, a Rendőrség előtt álló stratégiai célok megvalósításának előkészítésében.
Gondot fordít a hagyományőrzésre, amely átadja mind azt a szakismeretet, szakmai tapasztalatot és hagyományt, amit az egyesület tagjai képviselnek.
A tagok és hozzátartozói számára rekreációs céllal szabadidős programokat szervez.
Kapcsolatot tart nemzetközi, hasonló célok megvalósítására létrehozott szakmai és társadalmi szervekkel. Szervezi az egyesület céljainak megvalósítását szolgáló tapasztalat cserét.

## Szervezete
A legfőbb döntéshozó szerve a Közgyűlés.
Az Egyesület ügyvezetését a kilenctagú Elnökség látja el (elnök, két elnökhelyettes, főtitkár, kincstárnok, további négy elnökségi tag).
Elnök: dr. Bodrácska János nyugállományú rendőrvezérőrnagy (2003–2024+). dr. Berta László nyugállományú rendőrvezérőrnagy (2025-) Főtitkár: dr. Lantos Bálint nyugállományú rendőrdandártábornok (2003–). Kincstárnok: Valenta László nyugállományú rendőrdandártábornok (2003–2022). dr. Sutka Sándor nyugállományú rendőrdandártábornok (2023–)